# Mamandur

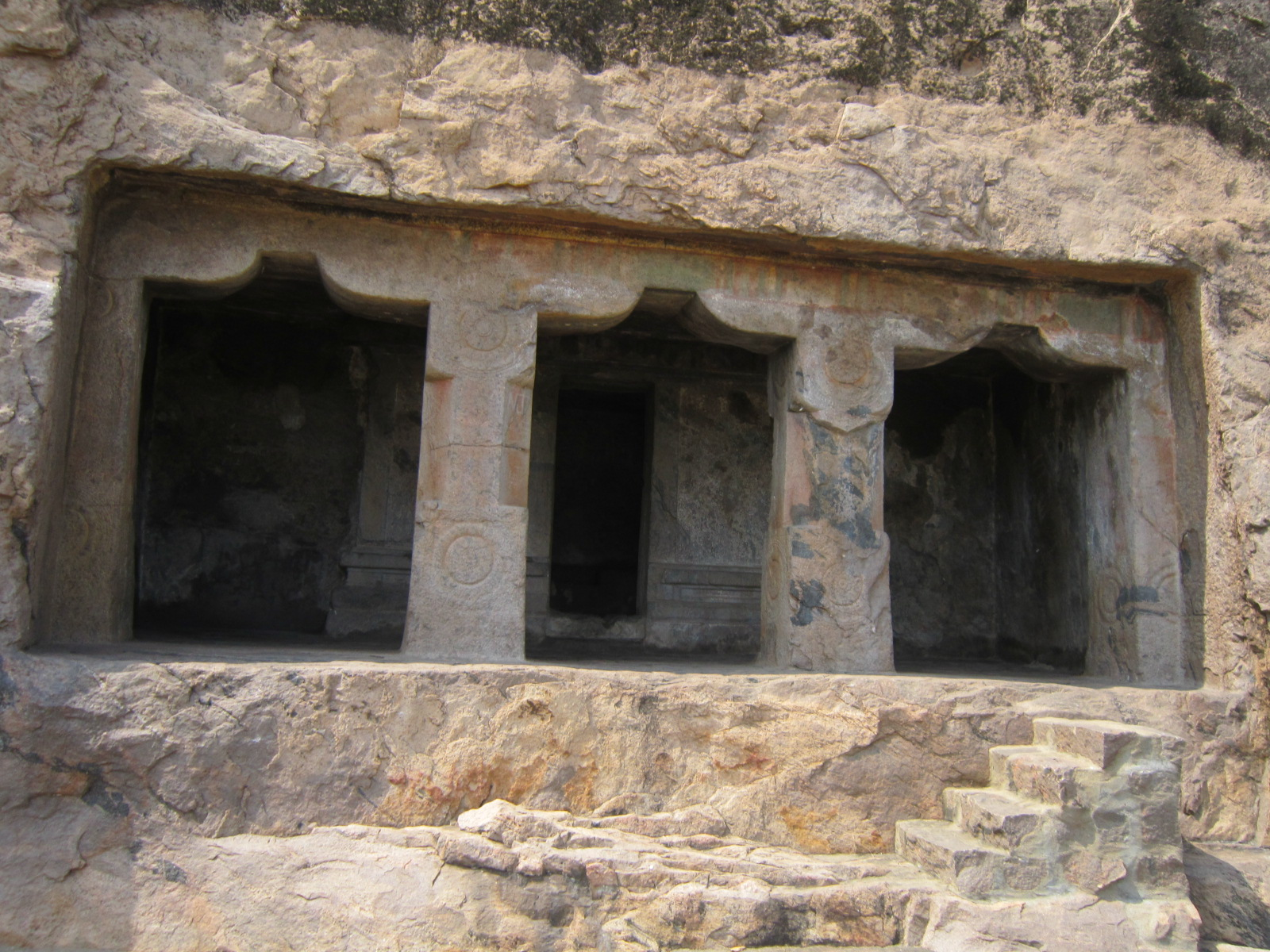
Mamandur – Höhle 3

Mamandur ist ein ca. 5.200 Einwohner zählendes Dorf im südindischen Bundesstaat Tamil Nadu. Ca. 1,5 km südwestlich des Ortes befinden sich 4 Felstempel aus der frühen Pallava-Zeit.

## Lage
Mamandur liegt in einer Höhe von knapp 80 m ü. d. M. ca. 13 km (Fahrtstrecke) südwestlich von Kanchipuram. Verwaltungsmäßig gehört der Ort zum Taluk Arani des Distrikts Tiruvannamalai. Das Klima ist tropisch warm; Regen fällt hauptsächlich in den Monsunmonaten Juni bis Dezember.

## Bevölkerung
Die Einwohner des Ortes sind ganz überwiegend Hindus; andere Glaubensgemeinschaften spielen unter der Landbevölkerung Südindiens kaum eine Rolle. Der männliche Bevölkerungsanteil ist um ca. 2 % höher als der weibliche.

## Wirtschaft
Im Umland des Dorfes wird Feldwirtschaft und auch etwas Viehzucht (Rinder, Hühner) betrieben; im Ort selbst gibt es Kleinhändler, Handwerker und  Tagelöhner.

## Geschichte
Seit dem Frühmittelalter herrschten in der Region die Dynastien der Pandyas (Hauptstadt Madurai) und der Pallavas (Hauptstadt Kanchipuram). Seit dem Ende des 8. Jahrhunderts strebten die Chola an die Spitze der Macht, die sie jedoch häufig an regionale Vasallen delegierten. Im 14. Jahrhundert herrschten kurzzeitig muslimische Machthaber, doch mussten sie dem hinduistischen Vijayanagar-Reich weichen, das seinerseits den Nawabs von Karnatik (ca. 1690–1801) Platz machen musste. Zwischenzeitlich stritten sich jedoch Briten und Franzosen in den Karnatischen Kriegen (1744–1763) um die Vorherrschaft in der Region.

## Sehenswürdigkeiten
Zu Füßen eines ca. 50 m hohen Granitfelsens ungefähr 1,5 km südwestlich des Ortes befinden sich 4 Felstempel aus der frühen Pallava-Zeit (ca. 620). Mit ihren dreiportaligen Eingängen, einer oder zwei quergelagerten Vorhallen (mandapas) und quadratischen Cellae (garbhagrihas) folgen sie den bereits einige Jahre zuvor in Mandagapattu entwickelten Bauprinzipien.